# Tipo-Tipo
Pour les articles homonymes, voir Tipo.
Tipo-Tipo est une municipalité de la province de Basilan, aux Philippines.